# Канали, Франческо
Франческо Канали (итал. Francesco Canali; 14 октября 1764, Перуджа, Папская область — 11 апреля 1835, Рим, Папская область) — итальянский куриальный кардинал. Епископ Сполето с 26 сентября 1814 по 28 августа 1820. Епископ Тиволи с 28 августа 1820 по 24 апреля 1827. Титулярный архиепископ Лариссы с 21 мая 1827 по 23 июня 1834. Секретарь Священной Конгрегации по делам епископов и монашествующих с 21 мая 1827 по 23 июня 1834. Кардинал in pectore с 30 сентября 1831 по 23 июня 1834. Кардинал-священник с 23 июня 1834, с титулом церкви Сан-Клементе с 1 августа 1834. 